# 대국남아
대국남아(大國男兒)는 대한민국의 남성 5인조 그룹이다. 2010년 3월 싱글 〈동경소년〉으로 데뷔하였다. 소속사는 품 엔터테인먼트이다.

## 활동
대국남아 멤버 전원은 원래 씽 엔터테인먼트의 아이돌 그룹 씽 3기, 4기의 구성원이었으나, 씽 엔터테인먼트의 사정이 나빠지면서 오픈월드 엔터테인먼트로 이적하였다. 이들은 2010년 3월 4일 발표한 첫 싱글 〈동경소년〉으로 정식 데뷔하였으며, 같은 해 6월 17일에는 미니앨범 《Awake》를 발표하여 타이틀곡 〈비틀비틀〉과 후속곡 〈아무도..그 누구도〉로 활동하였다. 2011년 초에 제 20회 하이원 서울가요대상에서 신인상을 수상하였다.
2010년 6월부터 일본의 소속사와 전속 계약을 맺고 일본에 진출하여 일본에서 본격적으로 활동을 하면서 한국에서는 거의 활동을 하지 않다가 멤버들 중 미카, 가람, Jay 3명이 유닛그룹 팝시클을 결성하고 2011년 1월 《한 여름날 눈이 내릴 때까지 너를 사랑해 (한.눈.해)》로 잠시 활동하였다. 그 후 계속 일본에서 활동하다 2011년 10월 26일에 싱글 2집 〈Lady〉로 컴백하여 한국에서 다시 잠깐 활동하였다.
2012년 4월에 한국에서 첫 정규앨범을 발매할 예정이었으나 소속사 대표가 소속 아이돌 연습생 성폭행 사건에 연루되어 구속되는 사태가 벌어졌다. 이 과정에서 대국남아도 성폭행 사건에 연루되었다는 오보가 있었으며, 결국 이 사태 이후 일본 공식 홈페이지에 사과문을 올리면서 대국남아는 한국에 발매하기로 하였던 정규앨범 발매도 전격 취소하고 활동을 일시 중단하였다.
2012년 5월부터는 일본 활동을 재개하였다. 일본에서 꾸준히 활동하며 첫 단독 콘서트도 열고 일본에서 발매한 싱글과 앨범들이 오리콘 위클리 10위 내로 랭킹되었다. 2013년 9월 오픈월드 엔터테인먼트를 떠나 품 엔터테인먼트로 이적하였으며, 이어 두 번째 미니 앨범 《Chapter II》를 발매하여 활동하였다.

## 이전 구성원
| 이름 | 소개 |
| ---- | --- |
| 미카 | - 본명 : 이수훈 (Lee Soo-Hoon) - 생년월일 : 1990년 6월 28일(34세) - 출생지 : 대한민국 대구광역시 - 학력 : 대불대학교                     |
| 가람 | - 본명 : 박현철 (Park Hyeon-Cheol) - 생년월일 : 1991년 6월 28일(33세) - 출생지 : 대한민국 대구광역시 - 학력 : 대불대학교                 |
| 현민 | - 본명 : 우현민 (Woo Hyeon-Min) - 생년월일 : 1991년 7월 22일(33세) - 출생지 : 대한민국 경상북도 포항시 - 학력 : 디지털서울문화예술대학교 |
| 인준 | - 본명 : 이인준 (Lee In-Joon) - 생년월일 : 1992년 3월 9일(33세) - 출생지 : 대한민국 인천광역시 - 학력 : 디지털서울문화예술대학교         |
| Jay  | - 본명 : 전지환 (Jeon Ji-Hwan) - 생년월일 : 1994년 3월 31일(31세) - 출생지 : 대한민국 서울특별시 - 학력 : 디지털서울문화예술대학교       |

## 유닛 활동
- 대국남아 멤버 3명 미카, 가람, Jay는 유닛그룹 팝시클로 잠깐 활동하였다.

## 음반 목록

### 싱글 앨범
| 번호 | 앨범 정보                                | 트랙 리스트                                                              |
| ---- | ---------------------------------------- | ------------------------------------------------------------------------ |
| 1    | 〈동경소년〉 - 발매일: 2010년 3월 4일    | 1. 동경소년 2. 눈부신 세계                                               |
| 2    | 〈Lady〉 - 발매일: 2011년 10월 26일      | 1. Lady 2. Calling You 3. Lady (Inst.)                                   |
| 3    | 〈Rilla Go!〉 - 발매일: 2014년 10월 15일 | 1. Tarzan (Intro) 2. Rilla Go! 3. Shine 4. Rilla Go! (Inst.) (Club Ver.) |
| 4    | 〈누구세요〉 - 발매일: 2015년 2월 25일   | 1. 누구세요 (Who?)                                                       |
| 5    | 〈행운아〉 - 발매일: 2017년 3월 27일     | 1. 행운아 2. 행운아 (inst.)                                              |

### 미니 앨범
| 번호 | 앨범 정보                                 | 트랙 리스트                                                                                              |
| ---- | ----------------------------------------- | --- |
| 1    | 《Awake》 - 발매일: 2010년 6월 17일       | 1. The Boss (Intro) 2. 비틀비틀 3. 아무도.. 그 누구도 4. New Boyz 5. The One 6. 눈부신 세계 7. 동경소년  |
| 2    | 《Chapter II》 - 발매일: 2013년 11월 28일 | 1. Sad Story 2. Why Goodbye 3. We are together 4. 니가 뭔데 (What are you?) 5. 너때문에 (Because of you) |

### 유닛 싱글
| 번호 | 앨범 정보                                                                       | 트랙 리스트                                          |
| ---- | ------------------------------------------------------------------------------- | ---------------------------------------------------- |
| 1    | 〈한 여름날 눈이 내릴 때까지 너를 사랑해 (한.눈.해)〉 - 발매일: 2011년 1월 13일 | 1. 한 여름날 눈이 내릴 때까지 너를 사랑해 (한.눈.해) |

## 경력
- 2010년 5월 오유 스타 홍보대사
- 2011년 《하이원 서울가요대상》 신인상